# Moščenica, Bilčovs
Moščenica (nemško Moschenitzen) je naselje v Občini Bilčovs v Okraju Celovec-dežela na Koroškem v Avstriji.